# 郎營來
郎營來（1979年8月22日—），遼寧省人，中華人民共和國的女子田徑選手，擅長中長跑。身高166公分、体重58公斤。

## 纪录
- 800米：1分57秒62，1997年10月22日
第8届全运会冠军
- 1500米：3分51秒34，1997年10月18日
第8回全运会亚军（青年世界纪录）